# Sparatutto in terza persona

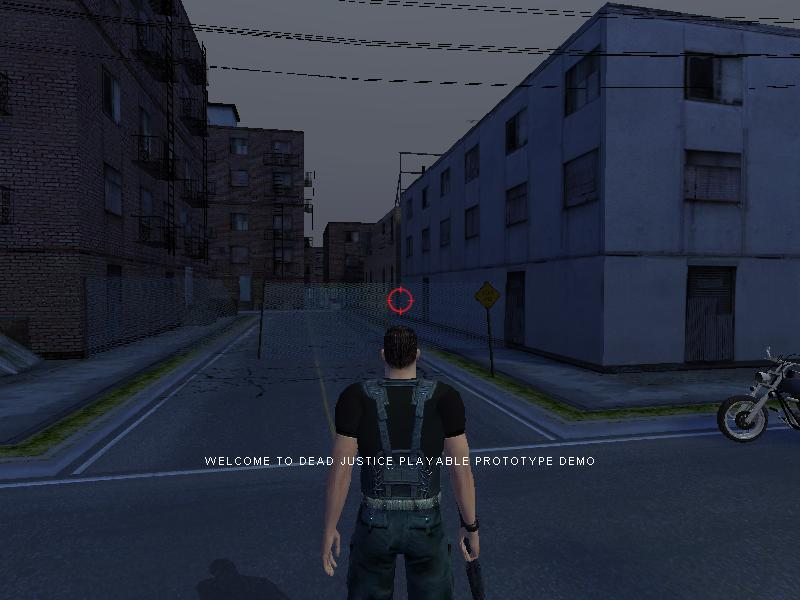
Una schermata del videogioco Dead Justice

Sparatutto in terza persona (spesso abbreviato con la sigla TPS, dall'inglese Third-Person Shooter) è il termine adottato per indicare quei videogiochi di tipo sparatutto in 3D in cui il personaggio giocante è visibile sullo schermo. Questo genere di gioco è improntato sull'azione di sparare (sparatutto), e l'avatar è presente sullo schermo con visuale esterna a questo (terza persona).

## Definizione e caratteristiche

Un'illustrazione dell'interfaccia base posseduta da un generico sparatutto in terza persona.

Il genere è essenzialmente definito dal suo stesso nome, limitatamente al 3D (non si applica ai classici shoot 'em up bidimensionali, sebbene letteralmente siano in terza persona). Il tipo di gioco sparatutto, a sua volta un sottogenere del videogioco d'azione, ruota attorno a semplici operazioni quali il mirare e lo sparare.
Il TPS si distingue dagli altri sottogeneri degli sparatutto in quanto la prospettiva, in una realtà a tre dimensioni, è collocata a una distanza fissa dietro al personaggio che il giocatore è chiamato a impersonare e comandare. Esistono comunque delle variazioni: la telecamera può variare la sua distanza con il soggetto a seconda del lato o dell'asse di ripresa od ancora quando tra questa e l'avatar c'è un ostacolo (es. un muro); il personaggio può essere ripreso di default leggermente dall'alto in basso, al centro o lateralmente, quasi sempre comunque di schiena o dietro la sua spalla. Alcuni tipici esempi di videogiochi di tipo sparatutto in terza persona possono essere Max Payne, Grand Theft Auto, Freedom Fighters e Mafia: The City of Lost Heaven.
Lo sparatutto in terza persona tipicamente risulta più realistico degli sparatutto in 2D, sia in termini grafici che nelle meccaniche di gioco, che se non alla verosimiglianza puntano comunque ad un realismo attendibile. Ad esempio, le armi da fuoco in dotazione possiedono spesso un numero di colpi limitato dalla quantità di munizioni che l'avatar può trasportare ed il danno inferto è di solito relativo alla parte colpita del corpo del nemico. La natura tridimensionale del gioco consente ai nemici, dotati di IA, di potersi nascondere dietro ad angoli o porte per proteggersi ed avere un vantaggio sul personaggio giocabile, cosa impossibile in un videogioco a due dimensioni (come lo sparatutto a scorrimento o quello su rotaia).
Per altri versi il TPS possiede le caratteristiche del genere a cui fa capo, lo sparatutto, come la presenza di livelli di gioco, una trama più o meno articolata, la possibilità di usufruire di un certo arsenale di armi, munizioni, ecc., le ambientazioni inevitabilmente di battaglia. Esistono comunque varie eccezioni e titoli ibridi multi-genere.

### Relazioni con lo sparatutto in prima persona

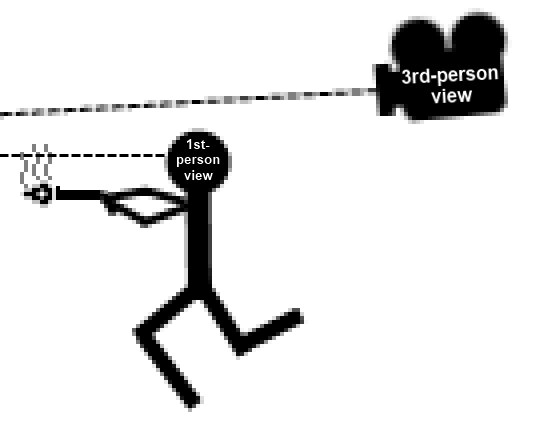
Confronto schematico tra punto di vista in prima e in terza persona

Questo genere di gioco è strettamente legato allo sparatutto in prima persona, che associa ugualmente la visuale in prospettiva dell'avatar, ma con delle distinzioni. Mentre la prospettiva in prima persona permette direttamente di mirare e sparare tramite il personaggio impersonato, senza la necessità di variare la prospettiva, lo sparatutto in terza persona modifica la visuale per consentire il puntamento mostrando il protagonista da dietro la spalla o da dietro la schiena, spesso riducendo il campo visivo od anche limitando il movimento del personaggio. La prospettiva in terza persona consente inoltre ai game designer di creare un personaggio giocabile più fortemente caratterizzato e dirige l'attenzione del giocatore su di questo, fornendo un'esperienza di gioco paragonabile alla visione di un film. Al contrario, una prospettiva in prima persona fornisce al giocatore una maggiore immersione nell'universo di gioco.
La differenza di prospettiva causa anche un impatto sul gameplay. Il TPS permette al giocatore di vedere più chiaramente l'area circostante il proprio personaggio, compresa la zona immediatamente retrostante ad esso. Questa sua peculiarità facilita l'interazione tra il personaggio e l'ambiente circostante, agevolando l'uso di tattiche di copertura (come in Gears of War), o facilitando gli spostamenti in spazi ristretti. Pertanto la prospettiva in terza persona risulta più indicata nell'interazione con gli oggetti del mondo di gioco: il saltare su piattaforme, l'ingaggio di un combattimento ravvicinato e la guida di un veicolo a motore ne sono dei chiari esempi. D'altra parte la prospettiva in terza persona può ostacolare il puntamento di precisione, causando delle limitaizioni specialmente se è richiesto frequentemente.
Lo sparatutto in terza persona a volte compensa i difetti derivanti dalla sua prospettiva attraverso la progettazione di ambienti più grandi e spaziosi rispetto a quelli in prima persona. Inoltre può adottare una mira assistita o facilitata per superare questi difetti.
I confini tra i due generi di videogioco non sono sempre netti. Molti sparatutto in terza persona danno la possibilità al giocatore di passare ad una visuale in prima persona in alcune determinate circostanze. Ad esempio lo sparatutto in prima persona Halo: Combat Evolved è stato originariamente concepito come uno sparatutto in terza persona, ma successivamente ne è stata aggiunta una prospettiva in prima persona per migliorare l'interfaccia di mira e fuoco; il gioco passa alla terza persona quando il personaggio guida un veicolo tenendo invece la prima negli altri casi. Da allora la caratteristica di alternare prima e terza persona rispettivamente nella mira e nella guida è stata applicata in molti altri titoli. Metroid Prime è un altro esempio di FPS che intercambia le prospettive, passando alla terza persona quando il personaggio si muove nell'ambiente utilizzando la Morph Ball. Alcuni TPS, infine, passano ad una prospettiva in prima persona temporanea durante il puntamento, avvicinando la visuale all'altezza dell'arma anziché dietro la spalla dell'avatar. Certi FPS, invece, passano alla terza persona durante l'uso di veicoli o la copertura dietro ad un riparo del personaggio.

## Storia

### Sparatutto 2D in terza persona
Alcuni dei primi sparatutto avevano già una visuale in terza persona posta dietro la schiena del personaggio, tra cui lo sparatutto a schermata fissa di Nintendo Radar Scope (1979), lo sparatutto a scorrimento di SEGA Tac/Scan (1982) e Planet of Zoom di Buck Rogers (1982); come anche degli sparatutto a scorrimento laserdisc quali Astron Belt di SEGA (1983), Interstellar di Funai (1983), Juno First di Konami (1983), Ambush di Nippon Ichi Software (1983) e Tube Panic di Nihon Bussan (1983). Alcuni dei primi sparatutto in terza persona con personaggi a piedi sono stati alcuni sparatutto su rotaia come Space Harrier di SEGA (1985); oppure i primi sparatutto con il 3D stereoscopico come 3-D WorldRunner (1987) e JJ di Square (1987). Fino a questo momento, comunque, i videogiochi rimanevano con un mondo bidimensionale. Uno dei gli ultimi sparatutto 2D in terza persona progettati fu C-Dogs (1997).

### Sparatutto con poligoni 3D in terza persona
Silpheed, di Game Arts (1986), uno sparatutto su rotaia in terza persona di combattimento spaziale, è stato uno dei primi esempi di sparatutto con meccaniche interamente a poligoni 3D. WiBArm (1986), pubblicato Arsys Software per il NEC PC-8801 e convertito per MS-DOS da Brøderbund, era uno sparatutto con prospettiva in terza persona con l'alias a piedi che consentiva l'esplorazione di intere aree tridimensionali poligonali, anche se gli scontri avvenivano in un ambiente bidimensionale.
Lo sparatutto a scorrimento del sottogenere "Run and gun" Contra, di Konami (1987), contiene diversi livelli con prospettiva in terza persona in cui si passa da una meccanica di scorrimento orizzontale a una in schermata fissa verticale "in profondità". L'azienda Konami proseguì in questa linea sviluppando Devastators (1988), completamente in terza persona; a differenza degli sparatutto a rotaia verticali, il giocatore prosegue in avanti con il comando "su" (=vai avanti), e l'ambiente si sposta di conseguenza, come se si avanzasse su una rampa di scale. Devastator presentava anche vari ostacoli che potevano essere utilizzati come riparo dal fuoco nemico. Nel 1993 sono stati pubblicati diversi sparatutto in terza persona con prospettiva poligonale 3D di veicoli, come lo sparatutto a due giocatori con veicoli della Cyber Sled Sled Cyber, che richiedeva delle ventole di raffreddamento per l'hardware a causa del gran numero di poligoni usati o come lo sparatutto in terza persona di volo di Nintendo Star Fox, in parte responsabile della popolarità dei videogiochi d'azione 3D. Fade to Black, di Delphine Software (1995), è stato un titolo di avventura dinamica 3D con prospettiva in terza persona simile a Tomb Raider.

### Sparatutto 3D in terza persona
Tomb Raider, di Core Design (1996), è stato classificato da alcuni recensori come un sparatutto in terza persona; Jonathan S. Harbour, dell'University of Advancing Technology (Arizona), ha sostenuto che questo titolo sia «in buona parte il responsabile della popolarità di questo genere». Altri recensori hanno invece ritenuto che la popolarità del TPS sia stata dovuta a successivi titoli quali C: The Contra Adventure, di Appaloosa Interactive (1998), Heavy Metal: F.A.K.K.² di Ritual Entertainment (2000) e BloodRayne, di Terminal Reality (2002). Altri ancora non classificano Tomb Raider come uno sparatutto, ma piuttosto come un videogioco a piattaforme, che «[possiede] anche componenti tridimensionali a blocchi in movimento ed elementi di combattimento aggiunto [...]»; questo titolo ha evitato la prospettiva in prima persona, popolare in giochi come Doom, facendo uso di «un punto di vista in terza persona, ampi ambienti 3D ed un sistema di controllo ispirato da Prince of Persia».
Syphon Filter, di SCE Bend Studio (1999), combina la prospettiva di Tomb Raider con elementi di azione di giochi come GoldenEye 007, della Rare (1997), e Metal Gear Solid, di Konami (1998). Richard Rouse III ha scritto sul sito Gamasutra che Syphon Filter è stato tra i più popolari sparatutto in terza persona per PlayStation. Mentre in Tomb Raider e Syphon Filter l'alias puntava i nemici semi-automaticamente, giochi successivi come Oni, di Bungie Studios (2001), Max Payne, di Remedy Entertainment (2001), e SOCOM, di Zipper Interactive (2002), costringevano i giocatori a puntare manualmente gli avversari tramite joystick o mouse e tastiera. Max Payne è stato acclamato come uno sparatutto in terza persona superlativo, ispirato dal cinema d'azione di Hong Kong.
Un'importante meccanica di gioco che ha contribuito a rivoluzionare il TPS negli a partire dagli anni 2000 è stata la "copertura". La copertura è un meccanismo implementato nel gameplay che consiste nel proteggere il personaggio giocante dai colpi dei nemici riparandolo dietro un oggetto dell'ambiente di gioco (es. l'angolo di una parete, una cassa bassa od un muretto più basso del personaggio). Un meccanismo di copertura iniziale è stato introdotto nello sparatutto in terza persona 3D WinBack, di Tecmo Koei (1999). Il primo TPS ad utilizzare un sistema di copertura come fulcro del titolo è stato Kill Switch, di Namco (2003), dove l'alias può ripararsi dietro a un muro e sporgere l'arma per sparare. In Gears of War, di Epic Games (2006), vengono impiegati elementi tattici come la copertura, influenzati da Kill Switch, e c'è una prospettiva in terza persona decentralizzata, ispirata da Resident Evil 4, di Capcom (2005). Il titolo inoltre utilizza un sistema di ricarica delle armi manuale che si ripercuote su gameplay. Gears of War, similmente ad altri titoli come Army of Two, di Electronic Arts (2008), o Resident Evil 5, di Capcom (2009), pone maggior enfasi e attenzione sul gioco cooperativo a due giocatori.
Vanquish, di Platinum Games (2010), ha introdotto al genere uno stile di gioco che ricorda gli sparatutto del sottogenere "bullet hell", con proiettili e missili provenienti da tutte le direzioni. Tuttavia l'innovazione più importante di questo prodotto è stata l'introduzione di un meccanismo a razzo che consente al personaggio sia di fuggire a grandi velocità che di attaccare, aprendo nuove possibilità di gioco per gli sparatutto. Secondo il regista Shinji Mikami, tale meccanismo di spinta scorrevole deriva dalla serie anime Kyashan il ragazzo androide (1973). Vanquish comportò una nuova tendenza nei videogiochi, che si può ritrovare in altri titolo successivi con meccaniche di scorrimento veloce temporaneo, tra cui gli sparatutto in prima persona Bulletstorm, di People Can Fly (2011), Crysis 2, di Crytek (2011), e Killzone 3, di Guerrilla Games.
A partire dal 2009 i videogiochi di genere sparatutto in terza persona hanno avuto un vasto pubblico anche al di fuori del Giappone, in particolare in Nord America.